# Una donna in fuga
Una donna in fuga è una miniserie drammatica del 1996 diretta da Roberto Rocco.

## Trama
Dopo aver assistito all'uccisione di Tonio poiché aveva deciso di confessare alla polizia le sue attività criminali, la sua fidanzata Carmen viene violentata da don Nicolò Tramontano venendo però salvata dalla decisione di non ucciderla da Masino, fratello di Tonio, che la fa fuggire via di nascosto. In questo modo, Carmen riesce a far incarcerare don Nicolò, ma è costretta a trasferirsi a Torino con una falsa identità in attesa di testimoniare contro don Nicolò. Durante il viaggio in treno, una bomba messa da un uomo di Tramontano fa saltare in aria il vagone su cui si trova: Carmen sopravvive, ma nell'incidente muore Andrea Riboldi, figlio della ricca editrice Eleonora. Carmen però viene identificata dalla polizia come Cristina, fidanzata di Andrea in realtà morta nell'esplosione, e la polizia decide di non rettificare l'errore in modo che la mafia la creda morta. Infatti la famiglia Riboldi non aveva mai conosciuto Cristina e così Carmen viene ospitata da Eleonora e dal suo figliastro Giacomo nella loro villa in attesa che partorisca. Masino invece dato che è ricercato dalla mafia si rifugia nella comunità di frati di don Beppe, che in precedenza era stato un commissario di polizia. Giunta nella residenza dei Riboldi, Carmen non viene vista di buon occhio da Eleonora che disapprovava il fidanzamento del figlio, sentimento acuito dal fatto che era stata proprio Cristina a convincere Andrea di viaggiare in treno e non in aereo.
Nel frattempo, Adua, attrice in decadenza affetta da problemi psichici e per questo assistita dalla sorella Iris, tenta di riconquistare Giacomo e il suo rifiuto le provoca un shock tale da costringere la sua detenzione in una casa di cura. Carmen dopo un capogiro scopre di essere incinta e, temendo che il bambino sia frutto dello stupro di don Nicolò vorrebbe abortire; decide di lasciare la villa e rivela la sua vera identità a Giacomo che la fa desistere. Il rapporto tra i due presto si trasforma in amore e la donna decide di non abortire partorendo. Iris intanto scopre che Giacomo si è fidanzato con una misteriosa donna e assolda un investigatore per capire chi sia. Masino invece si innamora di Mimì, ragazza costretta a prostituirsi dalla madre, sino al momento in cui viene rapita dai suoi protettori che casualmente scoprono dove si è rifugiato. Intanto gli sgherri di don Nicolò riconoscono Carmen in un annuncio di Iris per scoprire l'identità della fidanzata di Giacomo e utilizzano Mimì per catturare Masino e costringerlo a uccidere Carmen con la minaccia di uccidere Mimì. Masino viene costretto a recarsi a villa Riboldi per uccidere Carmen, ma grazie all'intervento della polizia gli scagnozzi vengono uccisi e dopo l'incontro con don Beppe Masino si suicida. Carmen rivela la sua vera identità ad Eleonora e in attesa di testimoniare al processo entra a far parte della famiglia Riboldi.